# Epiplema suffusa
Epiplema suffusa är en fjärilsart som beskrevs av Swinhoe 1902. Epiplema suffusa ingår i släktet Epiplema och familjen Uraniidae. Inga underarter finns listade i Catalogue of Life.